# Martigny, Seine-Maritime

Martigny este o comună în departamentul Seine-Maritime, Franța. În 1 ianuarie 2022 avea o populație de 409 de locuitori.